# 야만TV
《야만TV》는 아직까지 뜨지 않은 신인, 끼와 재능이 있는 연습생, 일반인 등을 발굴하는 대한민국의 예능 프로그램이다.

## 기획 의도
끼와 재능을 가진 숨은 보석을 찾는, 본격! 신인 우대 방송 《야만TV》.
그동안 기회가 없어 방송에 출연하지 못했던 아이돌은 물론 개그맨, 배우, 모델 등 다양한 장르의 신인들에게 TV에 출연해 끼를 발산할 수 있는 기회를 주는 스타 등용문 프로그램이다.

## 방송 시간
| 방송 채널 | 방송 기간                        | 방송 시간                       |
| --------- | -------------------------------- | ------------------------------- |
| Mnet      | 2015년 1월 5일 ~ 2015년 6월 29일 | 월요일 오후 6시 00분 ~ 6시 50분 |

## 출연진

### MC
- 하하
- 미노
- 서장훈

## 게스트

### 2015년
| 회차 | 방송 일자 | 게스트                                                                     |
| ---- | --------- | -------------------------------------------------------------------------- |
| 1    | 1월 5일   | 라붐, 소년공화국, 손민수                                                   |
| 2    | 1월 26일  | 헬로비너스, 마마무 - 보조진행 : 라붐                                       |
| 3    | 2월 2일   | EXID, 빅플로                                                               |
| 4    | 2월 9일   | 나인뮤지스, 강남, 포텐                                                     |
| 5    | 2월 16일  | 여자친구, Zion.T, 크러쉬                                                   |
| 6    | 2월 23일  | 최홍만, 딘딘                                                               |
| 7    | 3월 2일   | 팬텀, 버벌진트, 라이머, 러버소울, 매드클라운 - 보조진행 : 라붐, 하니, 정화 |
| 8    | 3월 9일   | 환희, 마이네임                                                             |
| 9    | 3월 16일  | 김태우, KiXS, 헤일로 - 보조진행 : 라붐                                     |
| 10   | 3월 23일  | 나인뮤지스, 보이프렌드                                                     |
| 11   | 3월 30일  | 아이언, 올티, 기리보이, 치타, 타이미, 릴샴                                 |
| 12   | 4월 6일   | 아이언, 올티, 기리보이, 치타, 타이미, 릴샴                                 |
| 13   | 4월 13일  | 윤민수, 미, 백지영, 송유빈                                                 |
| 14   | 4월 20일  | 러블리즈, 레드벨벳                                                         |
| 15   | 4월 27일  | 달샤벳, 크레용팝                                                           |
| 16   | 5월 4일   | CLC, 매드타운                                                              |
| 17   | 5월 11일  | 레드벨벳, 러블리즈                                                         |
| 18   | 5월 18일  | 소유미, 홍진영, 박현빈                                                     |
| 19   | 5월 25일  | 효린, 소유, 몬스타엑스                                                     |
| 20   | 6월 1일   | 초아, 찬미, 허영지, 이미주, 정예인, 라임, 여름, 송지은, 징거, 레이나       |
| 21   | 6월 8일   | 초아, 찬미, 허영지, 이미주, 정예인, 라임, 여름, 송지은, 징거, 레이나       |
| 22   | 6월 15일  | 엔플라잉, 블레이디                                                         |
| 23   | 6월 22일  | 방탄소년단                                                                 |
| 24   | 6월 29일  | 방탄소년단                                                                 |